# Achernar
Achernar (AFI: /akerˈnar/; conosciuta anche con le sigle di Bayer α Eri / α Eridani / Alfa Eridani) è una stella bianco-azzurra di sequenza principale, appartenente alla costellazione dell'Eridano. È una delle poche stelle di prima magnitudine apparente, essendo questa pari a +0,45; tale magnitudine la rende la nona stella più brillante del cielo.
Achernar è una stella binaria, la sua luminosità è dovuta non tanto alla sua distanza, che è di 144 anni luce, ma soprattutto al fatto che la componente principale è una stella molto brillante: la sua massa è di circa di sei masse solari e la sua magnitudine assoluta è pari a -2,72. La compagna, Achernar B, è invece una stella di classe A simile a Vega, con una massa che è circa il doppio di quella solare.
Achernar è, fra le stelle più brillanti del cielo, la meno conosciuta a livello popolare: ciò è dovuto ad alcuni fattori, primo fra tutti il fatto che si trova in un'area di cielo a declinazione molto meridionale, restando dunque fuori dalla vista in tutta Europa e in gran parte dell'America Settentrionale e dell'Asia; in secondo luogo, i dintorni di questa stella sono privi di stelle luminose o disposte a formare asterismi particolarmente noti o riconoscibili. Nonostante ciò, è una delle stelle più interessanti dal punto di vista scientifico, essendo una delle più schiacciate ai poli che si conoscano.

## Osservazione

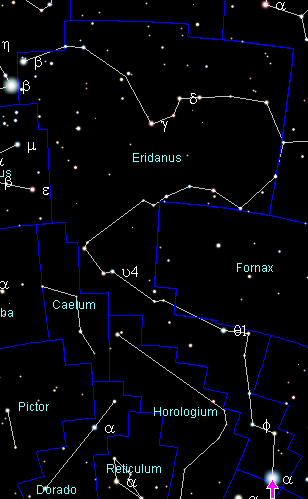
La posizione di Achernar, in basso nella mappa.

Achernar è la nona stella più luminosa del cielo. Essendo posta 57° a sud dell'equatore celeste, essa è visibile principalmente dall'emisfero sud della Terra, dove appare come un astro molto isolato, in un campo di stelle deboli e notevolmente distante dalla brillante scia chiara della Via Lattea; si presenta circumpolare da molte grandi città dell'emisfero sud, come Città del Capo, Buenos Aires, Sydney e Melbourne, Wellington. L'osservazione dall'emisfero nord è assai penalizzata: non è visibile da nessuna regione dell'Europa, della Russia e dalla maggior parte degli Stati Uniti, dove è osservabile solo negli stati più meridionali come il Texas; nel Mar Mediterraneo diventa visibile bassa sull'orizzonte solo dalle coste più a sud, in Libia e in Egitto. Questa posizione marcatamente australe ha comportato che questo oggetto non sia stato studiato se non in tempi relativamente recenti, con l'immissione in orbita di telescopi spaziali e con la costruzione di osservatori astronomici nell'emisfero sud della Terra.
Achernar giace nella parte più meridionale della costellazione dell'Eridano, in corrispondenza dei suoi confini con la costellazione del Tucano e dell'Idra Maschio. L'Eridano, che nella cultura greco-latina, rappresenta il fiume Po, si estende a sud-ovest di Orione. Le due sue stelle più luminose si trovano alle estremità nord e sud della costellazione, rappresentandone la sorgente e la foce: la sorgente è identificata con Cursa, a 5° a sud dell'equatore celeste, mentre la foce è identificata, appunto, con Achernar. Essa è una delle stelle luminose più solitarie della volta celeste: la stella brillante più vicina, Fomalhaut, si trova a 39° di distanza angolare da Achernar, mentre Canopo, la seconda stella più brillante del cielo, nonché la seconda stella brillante apparentemente più vicina, dista circa 40°. In compenso, Achernar costituisce il vertice più settentrionale di un triangolo i cui altri due vertici sono costituiti dalle due Nubi di Magellano, due galassie satelliti della Via Lattea: esse distano da Achernar 26° e 16°.

## Ambiente galattico

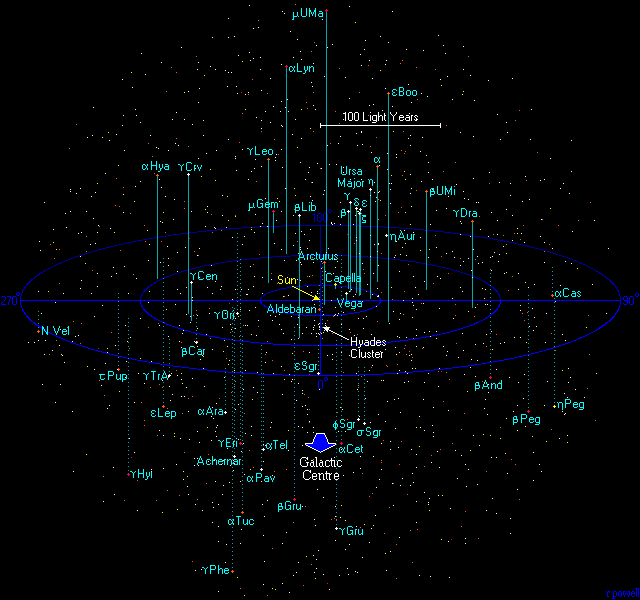
Mappa delle principali stelle entro un raggio di 250 anni luce dal Sole. Si apprezza la posizione di Achernar rispetto al Sole, al piano galattico e al centro galattico.

Trovandosi a 144 anni luce dal Sole, Achernar è una stella relativamente vicina al Sole: i due astri sono pertanto posti nel medesimo braccio della Via Lattea, il Braccio di Orione. Le coordinate galattiche di Achernar sono 290,84° e -58,79°. Una longitudine galattica di circa 290,84° significa che la linea ideale che congiunge il Sole e Achernar, se proiettata sul piano galattico, forma con la linea ideale che congiunge il Sole con il centro galattico un angolo di circa 290°. Ciò implica che Achernar è leggermente più vicina dal centro galattico di quanto non sia il Sole. Una latitudine galattica di -58,79° significa che Achernar si trova parecchio a sud rispetto al piano galattico, su cui sono posti sia il Sole che il centro galattico.
La stella più vicina a Achernar, a 3,4 anni luce, è HD 10678, una nana gialla di classe spettrale G6V che ha una magnitudine apparente 8,40. Segue in ordine di vicinanza, a 4,9 anni luce, LTT 855, una nana arancione di classe spettrale K4V e di magnitudine apparente 9,91. Per trovare una stella più luminosa di HD 10678 bisogna allontanarsi 12 anni luce da Achernar, dove è posta HD 13246, una stella bianco-gialla di sequenza principale, di classe spettrale F8V, avente magnitudine apparente 7,50.

## Caratteristiche

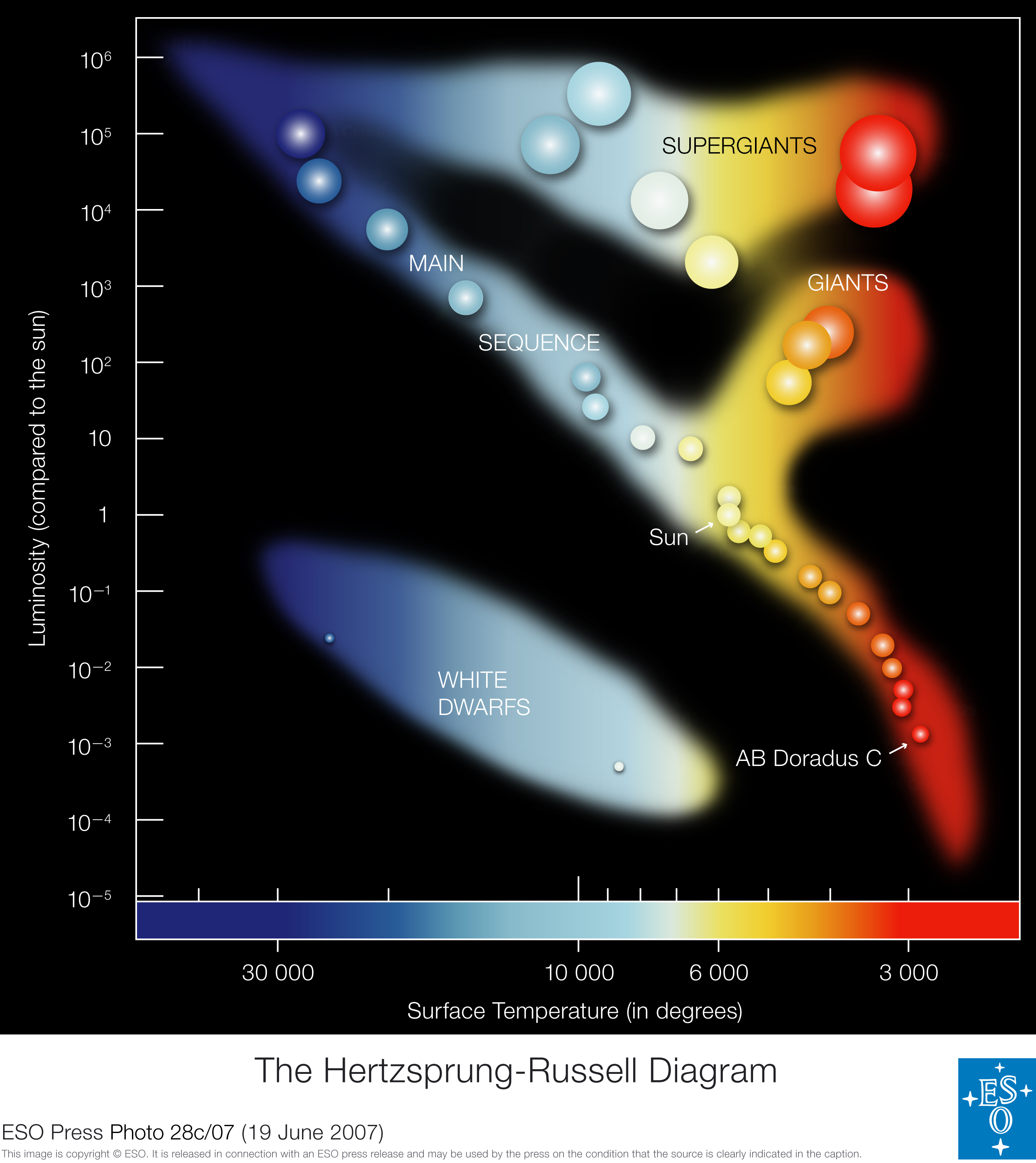
Posizione di Achernar e di altre stelle all'interno del diagramma H-R.

Le classificazioni di Achernar variano nell'intervallo fra la classe B3 e la classe B6. Inoltre, quanto a classificazione MMK, Achernar è stata attribuita sia alla classe delle subgiganti che a quella delle stelle appartenenti alla sequenza principale. Nazé (2009). la classifica come stella di tipo B6Vpe, ove p significa stella peculiare ed e segnala l'appartenenza alla classe delle stelle Be. Tenendo per buona questa classificazione, Achernar è una stella di colore bianco-azzurro di sequenza principale, che sta fondendo l'idrogeno presente nel suo nucleo in elio.
Stelle della classe di Achernar sono molto luminose. Dalla magnitudine apparente di questo astro e dalla sua distanza, si può dedurre che esso emette, nella banda del visibile, una radiazione 1.070 volte quella del Sole. La massa di Achernar è stimata essere compresa fra 6 e 8 volte quella solare. Questo dato e la probabilità che la stella perderà ingenti quantità di materia nel corso della sua evoluzione porta a ritenere che essa non esploderà come una supernova alla fine del suo ciclo vitale, ma che piuttosto diventerà una nana bianca molto massiccia come Sirio B. Secondo alcune ipotesi Achernar ha una età di circa 55 milioni di anni e, sebbene non abbia ancora abbandonato la sequenza principale, lo farà nel giro di pochi milioni di anni.

### Una stella Be
Achernar è la stella Be con la luminosità apparente più elevata dell'intera volta celeste, nonché la più vicina alla Terra. Le stelle Be sono stelle di classe spettrale B caratterizzate da una elevata velocità di rotazione. Tale velocità comporta un marcato schiacciamento ai poli, causato dalla forza centrifuga, nonché la presenza di un disco circumstellare costituito da materia gassosa espulsa dalla stella in corrispondenza delle zone equatoriali della stessa. Il disco è responsabile della comparsa delle linee di emissione dell'idrogeno e di altri elementi ionizzati, che normalmente appaiono però più deboli. La lettera e indica proprio la presenza di tali linee. Poiché lo stadio Be è uno stadio transitorio di una stella di tipo B, devono esistere altri fattori, oltre all'elevata velocità di rotazione, responsabili della formazione del disco circumstellare: sono state chiamate in causa pulsazioni non radiali a cui la stella va soggetta oppure l'attività magnetica oppure ancora la presenza di una compagna. Le stelle Be rappresentano il 17% delle stelle di tipo B non appartenenti alla classe delle supergiganti della nostra Galassia. Le sottoclassi spettrali che presentano una maggiore frequenza di stelle Be sono B1 e B2.
Nel 2002 Achernar è stata fatta oggetto di osservazioni da parte di Domiciano de Souza e colleghi (2003) che hanno utilizzato il potente interferometro del Very Large Telescope, il VLTI, con due dei quattro telescopi disponibili accoppiati. Il team di studiosi è stato capace di ricostruire la forma del disco stellare, che è risultato essere sorprendentemente schiacciato: la stella appare come un'ellisse con un asse maggiore di 2,53 ± 0,06 mas e un asse minore di 1,62 ± 0,01 mas. L'ellisse risulta inclinato di 39° ± 1° rispetto alla linea est-ovest.

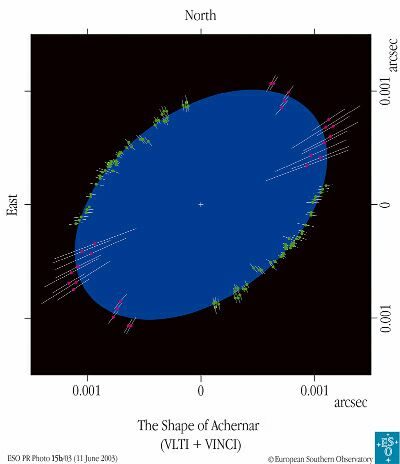
La forma del disco di Achernar ricostruita sulla base della osservazioni condotte tramite l'interferometro del Very Large Telescope. Immagine ESO.

Tuttavia la forma del disco che appare agli strumenti, sebbene ci offra delle indicazioni sulla reale forma della stella, fornisce solo dei vincoli riguardo ad essa e non la indica in modo univoco: in particolare, finché non conosciamo l'inclinazione dell'asse di rotazione della stella, non avremo una idea precisa del suo reale schiacciamento. Una possibilità è che l'asse di rotazione coincida con l'asse minore dell'ellisse che appare alle osservazioni e l'equatore stellare con il suo asse maggiore. In tal caso vedremmo Achernar "di taglio". Alla distanza di 144 anni luce, ciò implicherebbe un raggio polare di 7,7 ± 0,2 R⊙ e un raggio equatoriale di 12,0 ± 0,4 R⊙. Di conseguenza, il rapporto fra il raggio equatoriale e il raggio polare di Achernar sarebbe 1,55. Tuttavia l'asse di rotazione potrebbe essere inclinato di meno di 90° rispetto alla nostra linea di vista, cioè potremmo non vedere Achernar "di taglio". In tal caso, mentre il raggio equatoriale sarebbe sempre 12,0 ± 0,4 R⊙, il raggio polare sarebbe minore di 7,7 ± 0,2 R⊙ e quindi il rapporto fra i due raggi maggiore di 1,55. Si può tuttavia porre un limite alla inclinazione dell'asse rispetto alla nostra linea di vista: infatti, la velocità di rotazione di Achernar all'equatore moltiplicata il seno dell'angolo di inclinazione dell'asse di rotazione (veq × sin i) è stata calcolata essere 225 km/s. È necessario ipotizzare che la velocità equatoriale non sia superiore rispetto a quella critica, oltre la quale l'astro si distruggerebbe. Per una stella della massa di Achernar tale valore è circa 315 km/s. Ne segue che l'inclinazione rispetto alla nostra linea di vista non può essere inferiore a 46°, perché se i=46°, allora la velocità di rotazione dell'astro sarebbe pari a quella critica. Tuttavia, anche per valori di poco superiori a 46°, la gravità superficiale all'equatore tenderebbe a zero e quindi Domiciano de Souza e colleghi (2003) prendono in considerazione solo ipotesi in cui l'asse di rotazione sia inclinato di almeno 50°. Ne concludono che 50° ≤ i ≤ 90°.

### Schiacciamento eccessivo
Domiciano de Souza e colleghi (2003) calcolano che, anche assumendo che Achernar ruoti al 96% della sua velocità critica, essa, secondo la teoria, dovrebbe avere un raggio polare di 8,3 R⊙. Tuttavia, come si è detto, le misurazioni interferometriche riportano un raggio polare massimo di 7,7 R⊙ nell'ipotesi che i = 90° e inferiore se i < 90°. Lo schiacciamento della stella risulta quindi troppo elevato rispetto alle previsioni teoriche. Per conciliare le osservazioni con la teoria, Domiciano de Souza e colleghi (2003) ipotizzano che una rotazione differenziale del nucleo della stella rispetto alla sua superficie: il nucleo, in particolare, ruoterebbe più velocemente della superficie. Questa ipotesi è stata ripresa e sviluppata da Jackson e colleghi (2004): essi confermano che il modello della rotazione differenziale può spiegare lo schiacciamento osservato; tuttavia l'allontanamento delle zone equatoriali dal nucleo dovrebbe comportare un abbassamento di temperatura di tali zone tale da precludere l'assegnamento di Achernar alla classe spettrale B.

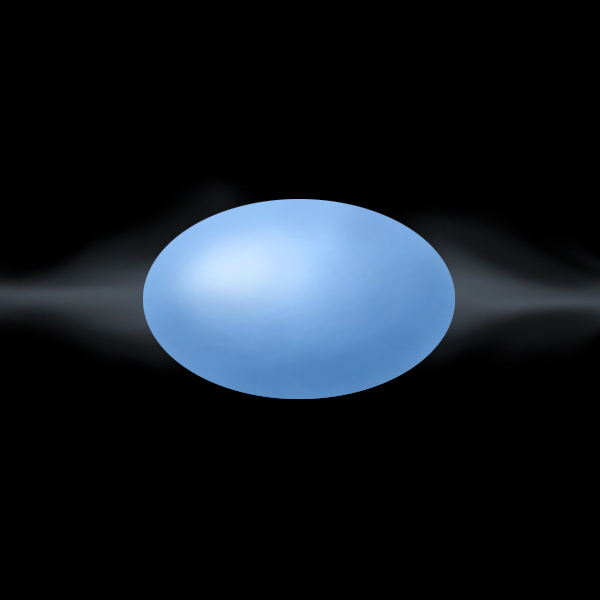
In questo disegno è evidente lo schiacciamento di Achernar causato dall'alta velocità di rotazione della stella su sé stessa.

Un'altra possibile spiegazione della discrepanza fra lo schiacciamento rilevato e le previsioni teoriche è stata avanzata da Vinicius e colleghi (2006), i quali ipotizzano che al momento dell'osservazione la stella era circondata dal disco di gas caratteristico delle stelle Be: tale disco distorce l'immagine della stella facendola apparire più oblunga di quanto in realtà sia. Questa ipotesi è stata ripresa da Carciofi e colleghi (2008), i quali assumono che l'inclinazione dell'asse di rotazione sia circa 65° e che quindi il raggio polare sia pari a 7,3 R⊙; tuttavia secondo i loro modelli il raggio equatoriale sarebbe solo 1,5 volte quello polare, cioè circa 11 R⊙. Il valore maggiore rilevato dalle osservazioni interferometriche sarebbe dovuto alla presenza del disco di gas che circonda Achernar. Un modello simile implica che la velocità di rotazione sia vicina a quella critica (circa il 99% di essa). Inoltre Carciofi e colleghi (2008) ipotizzano che temperatura superficiale della stella sia 20.000 K ai poli; a causa dello schiacciamento della stella che rende i poli molto più vicini al suo nucleo di quanto non lo sia l'equatore, e quindi molto più caldi, la temperatura all'equatore sarebbe di soli 3.500 K e la radiazione emessa 1100 volte superiore ai poli rispetto all'equatore. In questo modello la luminosità bolometrica della stella è 3.150 L⊙.
Come si è detto, nel visibile Achernar è circa 1.100 volte più luminosa del Sole. Ma per raffrontare la luminosità assoluta di questa stella con quella del Sole è necessario prendere in considerazione anche il quantitativo di radiazione ultravioletta emanata. Poiché tale quantitativo dipende dalla temperatura superficiale della stella e poiché tale temperatura non è costante lungo la sua superficie, solo mediante modelli accurati della forma e della variazione di temperatura fra le diverse zone della superficie è possibile ipotizzare quale sia la sua luminosità assoluta. Quello di Carciofi e colleghi (2008) costituisce un modello sufficientemente accurato per stimare tale luminosità.

### Disco circumstellare
Come tutte le stelle Be, Achernar produce un disco di gas: una delle cause della formazione del disco è sicuramente rappresentata dalla sua alta velocità di rotazione. Visto che Achernar è la stella Be più vicina a noi, non stupisce che sia uno degli oggetti privilegiati nello studio dei dischi circumstellari delle stelle Be. Vinicius e altri (2006) hanno analizzato le oscillazioni nelle linee spettrali dell'idrogeno, dell'elio e del magnesio nello spettro elettromagnetico di Achernar; essi hanno individuato un ciclo della durata di 2,04 giorni, che interpretano come coincidente con il periodo di rotazione della stella su se stessa. Esso è probabilmente prodotto da gas che circondano la stella e che ruotano assieme ad essa. Altri periodi di 1,3 giorni, 0,78 giorni e 0,58 giorni sono interpretati come dovuti a pulsazioni non radiali dell'astro. Analizzando invece le variazioni sul lungo periodo della linea Hα dell'idrogeno, i ricercatori hanno concluso che è possibile individuare un ciclo di 14-15 anni: l'inizio del ciclo è rappresentato da forti emissioni ed è interpretato come una eruzione di gas dalla superficie della stella con la conseguente formazione di un disco circumstellare inizialmente molto denso; in seguito le linee di emissione si indeboliscono piano piano: ciò viene interpretato come la lenta dissipazione del disco circumstellare, che si esaurisce nel giro di una decina di anni; infine per 4-5 anni Achernar torna ad essere una normale stella di classe B con emissioni assenti. A questo punto si ha una nuova eruzione e il ciclo ricomincia.

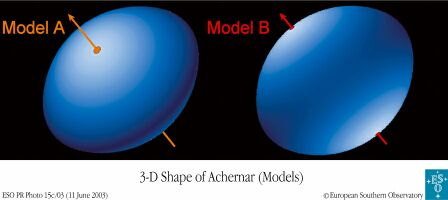
Due differenti modelli a tre dimensioni di Achernar basati sul profilo misurato dal VLT. Nel modello A l'asse di rotazione è inclinato di 50° rispetto alla linea di vista, in quello B di 90°. Immagine ESO.

Le modalità con cui il disco circumstellare si forma e viene alimentato sono state fatte oggetto di studio da parte di Carciofi e colleghi (2007). Poiché gli studiosi hanno rilevato, oltre a variazioni nell'arco di giorni, anche variazioni nell'arco di ore e di minuti nelle emissioni del disco di Achernar, la loro ipotesi è che il disco non sia alimentato da una sola grande eruzione ma da tante piccole eruzioni che formano regioni a più alta densità di gas all'interno del disco . Queste regioni poi tendono a disperdersi e a mescolarsi con il gas del disco stesso nell'arco di pochi giorni, formando un anello di materiale intorno alla stella. Se intervengono ulteriori eruzioni l'anello aumenta di spessore e consistenza; altrimenti, se le eruzioni terminano, la sua parte interna ricade sulla stella, mentre quella esterna si dissipa lentamente nello spazio interstellare.
Oltre che un disco circumstellare variabile, le stelle Be possiedono un potente vento stellare che si diparte dai poli dell'astro. Come si è detto, infatti, essendo vicini al nucleo, essi sono molto caldi e quindi emettono molta radiazione. La conseguente elevata pressione di radiazione è responsabile di un importante vento stellare che può far perdere all'astro da cui si diparte 10−8 M☉ all'anno. Il vento polare di Achernar è stato studiato da Kervella & Domiciano de Souza (2006): essi hanno osservato i dintorni di Achernar alle frequenze dell'infrarosso mediante il VLT in un periodo in cui il disco circumstellare era praticamente assente e hanno potuto individuare due pennacchi che si dipartono dai poli della stella e che si allungano per 17,6 ± 4,9 mas. Essi emettono il 4,7 ± 0,3 % della radiazione infrarossa della stella. Il flusso del vento polare sembra costante e non dipendere dalle fasi di formazione e dissipazione del disco circumstellare. Osservazioni successive hanno sostanzialmente confermato questo modello: i pennacchi avrebbero le forme di due gaussiane alte ognuna 9,9 ± 2,3 mas, cioè circa 6 raggi stellari.

## Evoluzione
Secondo Kervella e colleghi Achernar A starebbe trascorrendo le ultime fasi della sua esistenza nella sequenza principale: la stella ha un'età di oltre 60 milioni di anni, e data la sua massa è previsto dai modelli evolutivi stellari che tra meno di un milione di anni attraverserà la prima fase di instabilità, convertendosi in una classica cefeide, inizialmente con un raggio di 50 volte quello solare, per poi espandersi, tra 600.000 anni, in 120 R⊙. Non è chiaro se ci saranno interazioni con la compagna quando la componente principale diventerà una supergigante; nel caso che questo avvenga è possibile che i percorsi evolutivi di entrambe le stelle possano cambiare rispetto a quanto previsto.

## Achernar B
Le stelle Be fanno spesso parte di un sistema binario. Si è quindi cercato di appurare se Achernar avesse una compagna. Una risposta in senso positivo è arrivata per la prima volta con lo studio condotto da Kervella & Domiciano de Souza (2007): osservando il disco circumstellare di Achernar alle frequenze del medio infrarosso, essi hanno potuto constatare l'esistenza di una zona con emissioni particolarmente intense; essa è separata dalla stella centrale da 280 mas, che, alla distanza di 44 parsec, corrispondono a 12,3 UA, e ha una luminosità agli infrarossi che è pari all'1,79 % di quella di Achernar. Gli autori ipotizzano che la fonte di emissione sia una stella di sequenza principale, di classe spettrale A7, con una temperatura superficiale di circa 7.500 K e una massa di circa 2 M☉. La differenza di luminosità fra la principale e la sua compagna nella banda del visibile è 5,4 magnitudini (cioè la principale è 144 volte più luminosa della sua compagna). Questo significa che la compagna ha magnitudine apparente 5,8 e che quindi, se non fosse così vicina alla principale, sarebbe una stella osservabile a occhio nudo, date condizioni di visibilità ottimali, anche se apparirebbe molto debole. Probabilmente, il piano dell'orbita della compagna corrisponde al piano equatoriale della principale.
Le osservazioni compiute da Kervella e colleghi (2008) hanno confermato la presenza di una compagna, chiamata Achernar B. La luminosità misurata nel vicino infrarosso è risultata tuttavia maggiore di quella rilevata l'anno prima: all'infrarosso, la componente B è risultata possedere il 3,33 % della luminosità della componente A. Questa maggiore luminosità suggerisce che Achernar B sia una stella di classe spettrale A1V, simile a Sirio. La distanza e la massa delle due componenti fanno ipotizzare che il loro periodo orbitale sia circa 15 anni. Nel 2022 sempre Kervella e colleghi hanno determinato i parametri di Achernar B utilizzando la strumentazione disponibile per il VLTI: si tratta di una stella bianca di classe A avente una massa circa doppia a quella solare, orbita attorno al comune centro di massa in 7,04 anni a una distanza dalla componente A di 7,35 UA.

## Significato culturale
Il nome Achernar deriva dalla parola araba آخر النهر (ākhir an-nahr) che significa "fine del fiume". Questo nome trova origine nel fatto che la stella è posta alla foce del fiume Eridano. L'attribuzione di tale nome ad Achernar è tuttavia moderna, risalente al XVI secolo, quando fu osservata per la prima volta dagli esploratori europei: in età antica la stella non era infatti nota alle civiltà classiche europee a causa della sua posizione molto più meridionale che assumeva all'epoca a causa della precessione degli equinozi. La "foce" del fiume era rappresentata dalla più settentrionale stella Acamar, θ Eridani, che si trova alla declinazione di -40°: si trattava della stella più meridionale visibile agli astronomi arabi. Tolomeo non la menziona sebbene essa avrebbe dovuto essere visibile dal sud dell'Egitto, anche se molto bassa all'orizzonte. Questo è uno dei fatti che spinge a credere che il suo catalogo non fosse basato su osservazioni originali, ma sia stato compilato attingendo da un precedente catalogo di Ipparco di Nicea, ora perduto. Ipparco, lavorando a Rodi, cioè 5° di latitudine più a nord di Alessandria, non poteva osservare la stella.
Presso i cinesi Ming l'asterismo formato da Achernar, ζ Phoenicis e η Phoenicis era chiamato 水委 (Shuǐ Wěi), che significa impetuoso e tortuoso ruscello. In realtà gli astronomi cinesi non avevano osservato direttamente Achernar e ne avevano dedotto l'esistenza da carte astronomiche occidentali.
In astrologia si pensa che Achernar prometta felicità e successo concedendo dirittura morale e adesione a principi religiosi e filosofici. Si crede inoltre che Achernar accordi alti uffici nella Chiesa, specie in congiunzione con Giove.